# Tönissteiner-Colnago (wielerploeg)/1997
Deze pagina geeft een overzicht van de Tönissteiner-Colnago-wielerploeg in 1997.

## Algemene gegevens
Sponsor: Colnago, Tönissteiner
Algemeen manager: Gérard Bulens
Ploegleiders: Willy Geukens
Fietsmerk: Colnago

## Lijst van renners
| Naam                              | Geboortedatum | Nationaliteit | Ploeg 1996                  |
| --------------------------------- | ------------- | ------------- | --------------------------- |
| Iñaki Barrenetxea                 | 28-11-1973    | Spanje        | Neo                         |
| Nicolas Coudray                   | 03-06-1967    | Zwitserland   |                             |
| Franky De Buyst                   | 22-07-1967    | België        | Vlaanderen 2002-Eddy Merckx |
| Rino Deraedt                      | 20-02-1969    | België        | Neo                         |
| Ludo Dierckxsens                  | 14-10-1964    | België        |                             |
| Ken Hashikawa                     | 08-05-1970    | Japan         |                             |
| Stéphane Hennebert                | 02-06-1969    | België        | Cédico-Ville de Charleroi   |
| Paul Herygers                     | 11-11-1962    | België        |                             |
| Kees Hopmans                      | 31-10-1964    | Nederland     |                             |
| Masahiko Mifune                   | 08-01-1969    | Japan         | Sit & Sit-FS Maestro        |
| Kyoshi Miura                      | 09-01-1961    | Japan         |                             |
| Søren Petersen                    | 07-10-1967    | Denemarken    |                             |
| Gregory Schoelens                 | 19-08-1974    | België        | Neo                         |
| Eddy Torrekens                    | 09-04-1971    | België        |                             |
| Koen Van Hullebusch               | 05-02-1970    | België        |                             |
| Willy Willems                     | 17-11-1963    | België        |                             |
|                                   |               |               |                             |
| Stijn De Schoenmaecker (stagiair) | 14-06-1976    | België        |                             |
| Michael Fitzgerald (stagiair)     | 31-07-1974    | Ierland       |                             |
| Gert Willockx (stagiair)          | 18-05-1973    | België        |                             |

## Belangrijke overwinningen
| Belgische kampioenschappen veldrijden Winnaar: Paul Herygers Internationale Sluitingsprijs Winnaar: Paul Herygers GP Denain Winnaar: Ludo Dierckxsens GP Jef Scherens Winnaar: Stéphane Hennebert Kermiscross Winnaar: Paul Herygers Noordzeecross Winnaar: Paul Herygers |

1992 · 1993 · 1994 · 1995 · 1996 · 1997 · 1998 · 1999 · 2000 · 2001 · 2002 · 2003 · 2004 · 2005 · 2006 · 2007 · 2008 · 2009 · 2010 · 2011 · 2012 · 2013 · 2014